# I'm Here (三浦大知の曲)
「I'm Here」（アイム・ヒア）は、日本の歌手、三浦大知の26枚目のシングル。2020年1月15日にSONIC GROOVEから発売された。

## 概要
- CD+BD盤、CD+DVD盤、CD盤の3形態でリリース。

- 表題曲「I'm Here」はTBS系金曜ドラマ「病室で念仏を唱えないでください」の主題歌として書き下ろされた[3][4]。

- 同曲は、『CDTVスペシャル！ 年越しプレミアライブ2019→2020』（TBS）にて初披露され、世界的ダンスパフォーマンスグループのs**t kingzと共にパフォーマンスした[5]。初披露の数時間前に配信された三浦のインスタライブにて、s**t kingzと三浦との5人で分担してダンスの振付を考案した事が明かされた。s**t kingzの4人全員が三浦の曲の振付を共に考案し携わったのは今回が初めて[6]。2020年1月31日にはYouTubeにてMVが公開され、公開から1日目で10万回再生、10日目で100万回再生を突破した。

- カップリング曲の一つである「COLORLESS」は2019年9月から行われたライブツアー「DAICHI MIURA LIVE TOUR 2019-2020 COLORLESS」のタイトルにもなっており、同ライブで初披露された。同年12月4日には各音楽配信サイトにて先行配信が開始され、翌5日に放送された『2019 FNS歌謡祭 第一夜』（フジテレビ）にてテレビ初披露、話題となった[7][8]。2020年3月17日には、「COLORLESS -Choreo Video-」がYouTubeにて公開された。

## 収録曲
| #         | タイトル           | 作詞      | 作曲               | 編曲      | 時間  |
| --------- | ------------------ | --------- | ------------------ | --------- | ----- |
| 1.        | 「I'm Here」       | 三浦大知  | UTA                | UTA       | 3:57  |
| 2.        | 「Nothing is All」 | 三浦大知  | SUNNY BOY 三浦大知 | SUNNY BOY | 4:03  |
| 3.        | 「COLORLESS」      | 三浦大知  | UTA 三浦大知       | UTA       | 3:17  |
| 合計時間: | 合計時間:          | 合計時間: | 合計時間:          | 合計時間: | 11:17 |

| #  | タイトル                     | 作詞 | 作曲・編曲 |
| -- | ---------------------------- | ---- | ---------- |
| 1. | 「I'm Here -Music Video-」   |      |            |
| 2. | 「COLORLESS -Choreo Video-」 |      |            |

## 映像作品

### I'm Here -Music Video-
監督
シミズヒロタカ
振付・ダンサー
S**t kingz  (shoji, kazuki, NOPPO, Oguri), 三浦大知

### COLORLESS -Choreo Video-
監督
シミズヒロタカ
振付
三浦大知
ダンサー
PURI, Shingo Okamoto, Taabow, Macoto

## タイアップ
I'm Here
TBS系金曜ドラマ「病室で念仏を唱えないでください」主題歌

## 収録アルバム
| 曲名           | 収録アルバム                                                                     | 発売日        | 備考                 |
| -------------- | -------------------------------------------------------------------------------- | ------------- | -------------------- |
| I'm Here       | 『DAICHI MIURA DOCUMENTARY 2019-2023 + SINGLE COLLECTION 2018-2023 “COLOR___S”』 | 2023年4月26日 | シングルコレクション |
| Nothing is All | 『DAICHI MIURA DOCUMENTARY 2019-2023 + SINGLE COLLECTION 2018-2023 “COLOR___S”』 | 2023年4月26日 | シングルコレクション |
| COLORLESS      | 『DAICHI MIURA DOCUMENTARY 2019-2023 + SINGLE COLLECTION 2018-2023 “COLOR___S”』 | 2023年4月26日 | シングルコレクション |